# Ciclomotor

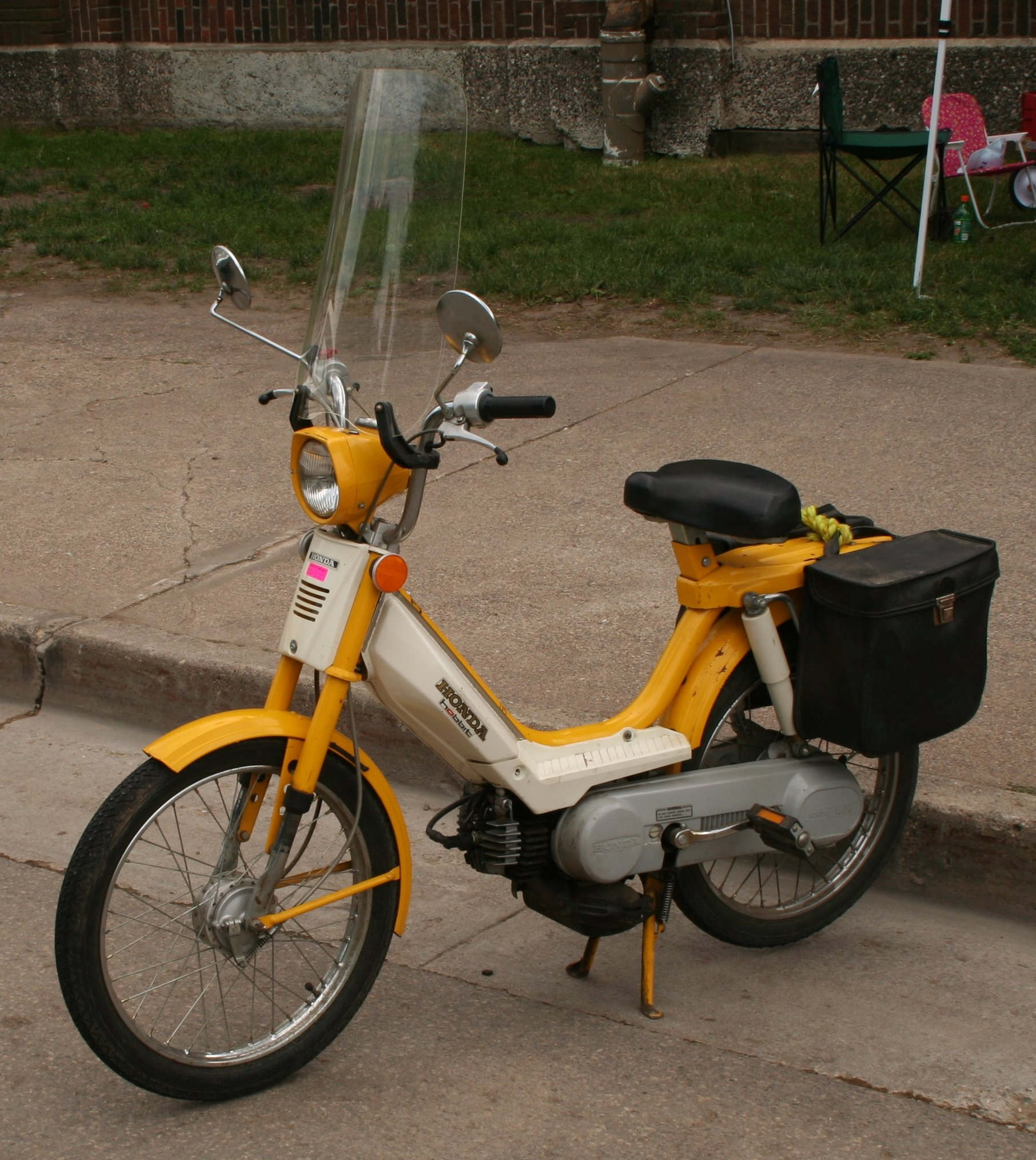
Ciclomotor Honda Hobbit PA 50/Camino (mercat europeu)

Un ciclomotor és un tipus de motocicleta de petita cilindrada que està subjecta a uns requisits legals menys estrictes que els de les motocicletes estàndard o els automòbils. El terme designava històricament un vehicle semblant als actuals però amb pedals de bicicleta a més del motor. Els ciclomotors solen circular una mica més ràpid que les bicicletes a les vies públiques; es distingeixen dels escúters perquè aquests solen ser més potents i estan subjectes a la mateixa regulació legal que les motocicletes.
Alguns ciclomotors tenen un quadre del tipus "pas a través" (obert, com una bicicleta de passeig), mentre que d'altres duen bastidors estàndard de moto, amb barra central i dipòsit de combustible situats entre el selló i la tija de direcció. N'hi ha que s'assemblen a bicicletes motoritzades, per bé que la majoria són similars a una motocicleta normal (alguns, però, amb un conjunt de pedals que es pot fer servir simultàniament o en comptes del motor).
Tot i que els ciclomotors solen tenir dues rodes, algunes jurisdiccions classifiquen determinats vehicles de tres o quatre rodes poc potents (entre ells, quads i karts) com a ciclomotor. En alguns països, qualsevol motocicleta amb una cilindrada inferior a 100 cc pot ser considerada un ciclomotor, tot i que el més habitual és que el límit es fixi en 50 cc.

## Història
Actualment, el terme "ciclomotor" -moped als països anglosaxons, a partir del suec motor och pedaler ("motor i pedals")- s'aplica només a vehicles de poca potència, però ja a algunes motocicletes primerenques s'hi havien instal·lat pedals, com ara la Douglas de 1912. El fet de poder pedalar va suposar una gran millora respecte a l'opció clàssica de baixar de la moto i empènyer. L'ajuda dels pedals era valuosa per a pujar turons. Cap al 1918, les millores tècniques a les transmissions -amb rangs més amplis- i embragatges, unides a un major rendiment dels motors, van fer que els pedals de la majoria de motocicletes quedessin obsolets, mentre que els dels ciclomotors van continuar sent valuosos i es mantingueren en funcionament fins a la dècada del 1990.

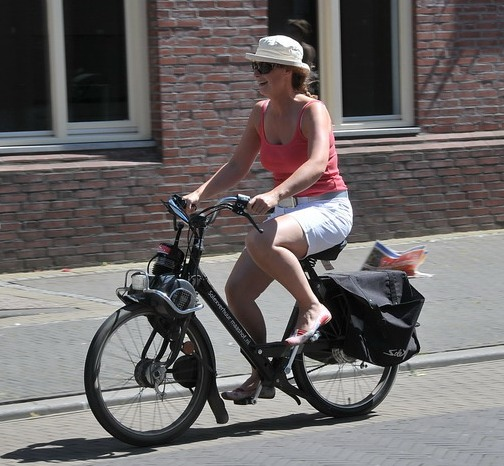
Una dona conduint un VéloSoleX Black'n Roll S4800 del 2005 a França

Els primers ciclomotors, anomenats cyclemotor al Regne Unit, eren bicicletes amb un motor auxiliar que podia anar muntat en diversos llocs, com ara al damunt de la roda anterior. Un exemple d'aquest tipus és la marca VéloSoleX, que simplement té un corró que mou el pneumàtic anterior.
Un disseny més innovador, conegut al Regne Unit com a cyclemaster i originat a partir d'un disseny de dos enginyers de DKW a Alemanya, tenia una roda posterior completament motoritzada que substituïa la roda original de la bicicleta. Hi havia també màquines una mica més grans, habitualment amb un motor de 98 cc, que es coneixien en anglès com a autocycle. D'altra banda, alguns ciclomotors, com ara el Jawa txec, derivaven de motocicletes.
Actualment, en algunes jurisdiccions hi ha una altra categoria de vehicles de dues rodes de baixa potència que inclou les bicicletes amb motors auxiliars; sovint, aquestes es defineixen com a «bicicletes amb motor» o «bicicletes motoritzades». Altres jurisdiccions, però, poden classificar aquestes mateixes màquines com a ciclomotors, cosa que crea una certa confusió. A molts països, els cotxes de tres rodes ("tricar") i els microcotxes es classifiquen com a ciclomotors o variacions d'aquests. Aquesta pràctica no es limita al tercer món; França i Bèlgica classifiquen els microcotxes del tipus Aixam com a "quadricicles lleugers". L'Ariel 3, un Tricicle motoritzat, està classificat com a ciclomotor al Regne Unit.
El 1977, la Convenció de Viena sobre el Trànsit Rodat considerava com a ciclomotor qualsevol vehicle de dues o tres rodes que estigués equipat amb un motor de combustió interna amb una cilindrada no superior als 50 cc.

## Emissions

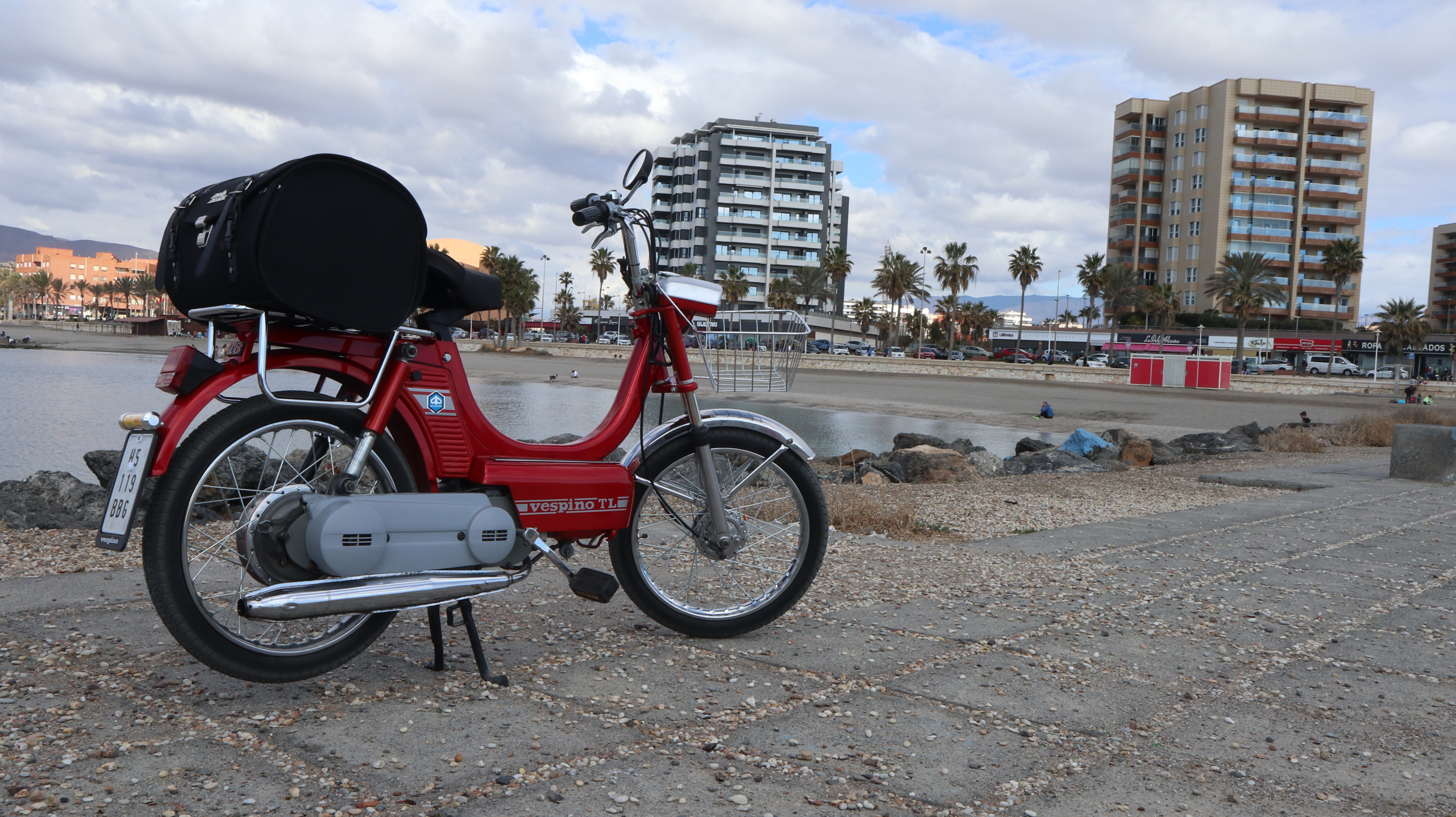
Un Vespino TL dels volts de 1980

Els ciclomotors poden aconseguir una economia de combustible de més de 100 mpg-US (2.4 L/100 km; 120 mpg-imp). Les emissions dels ciclomotors han estat objecte de múltiples estudis. S'ha descobert que els ciclomotors amb motor de dos temps de 50 cc, amb i sense convertidors catalítics, emeten de 10 a 30 vegades les emissions d'hidrocarburs i partícules dels estàndards obsolets d'automoció Euro 3. Al mateix estudi, els ciclomotors amb motor de quatre temps, amb i sense convertidors catalítics, emetien de 3 a 8 vegades els hidrocarburs i emissions de partícules de les normes Euro 3. En aquests estudis es va obtenir una paritat aproximada amb els automòbils pel que fa a les emissions de NOx. El rendiment d'emissions es va provar en g/km i no es va veure afectat per l'economia de combustible. Actualment, als Estats Units, l'EPA permet que les motocicletes, els escúters i els ciclomotors amb cilindrades inferiors a 280 cc emetin 10 vegades més NOx i 6 vegades més CO que la mitjana de la normativa d'automoció Tier II bin 5.
També pot sorgir un problema addicional de qualitat de l'aire a causa de l'ús de ciclomotors i escúters per sobre dels automòbils, ja que la infraestructura de transport actual pot suportar una densitat més alta de vehicles motoritzats.

## Ciclomotors esportius

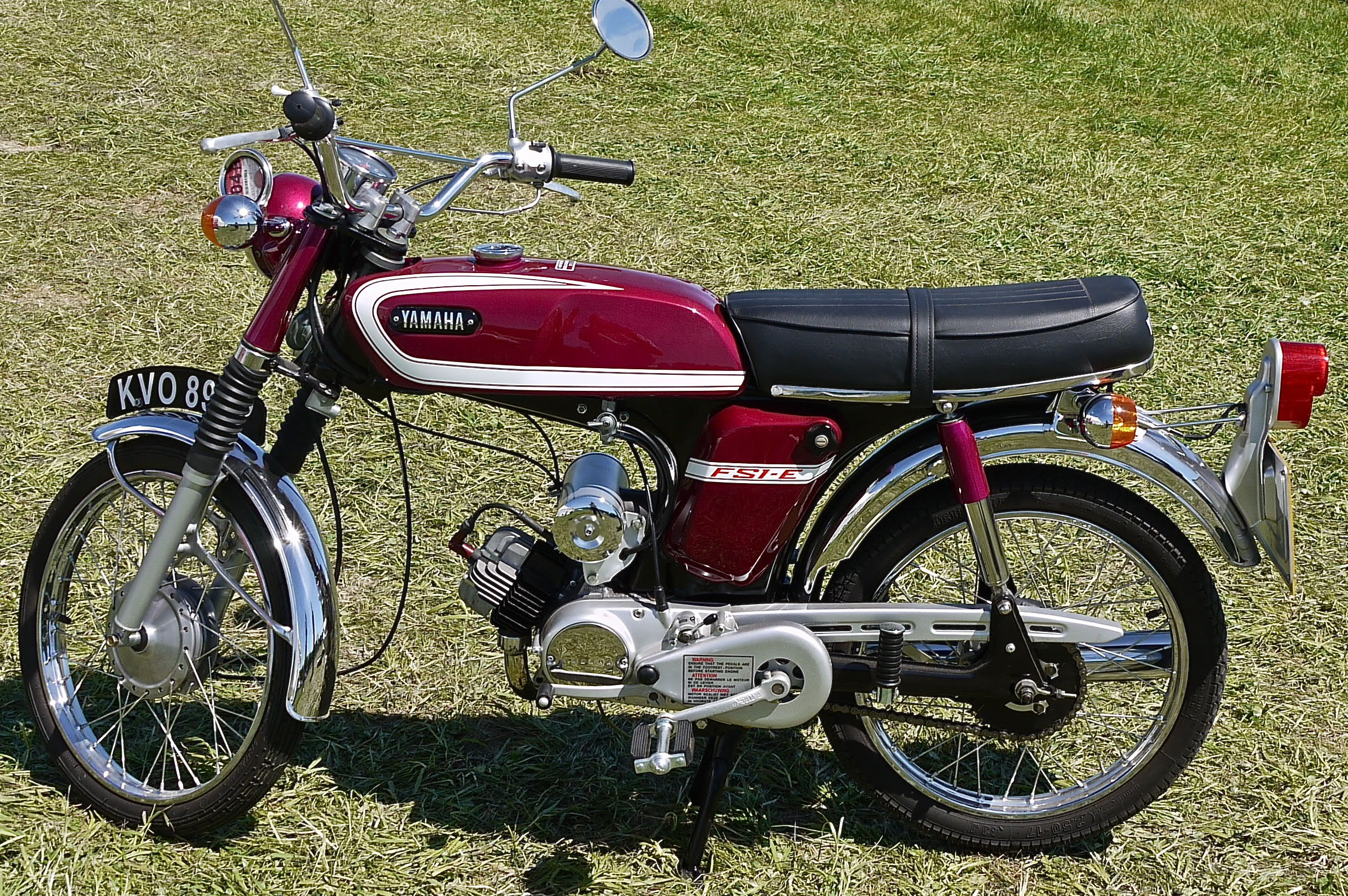
Una Yamaha FS1-E dels 70

Durant la dècada del 1970, al Regne Unit s'hi va desenvolupar una variant del concepte de ciclomotor d'alt rendiment adreçada a joves de 16 anys. Va ser una solució adoptada per tal d'eludir la legislació governamental, pensada per a evitar que els joves circulessin amb motocicleta per la carretera. Aquesta nova legislació, anomenada "Sixteener Law" ("Llei dels joves de setze anys") va ser introduïda el 1971 pel Ministre de Transports John Peyton, del Partit Conservador. La llei prohibia als joves de 16 anys conduir motocicletes de fins a 250 cc de cilindrada, cosa que havien fet fins aleshores, ja que fixava un nou topall de 50 cc fins als 17 anys d'edat. Això va provocar que els fabricants desenvolupessin una nova mena de motocicletes que es van anomenar sports mopeds ("ciclomotors esportius") o, col·loquialment, sixteener specials ("especials per a joves de setze anys") i van ser objecte de moltes crítiques. Els clients potencials d'aquests ciclomotors eren principalment homes joves.
Els ciclomotors esportius eren clarament motocicletes de 50 cc, capaces de superar els 80 km/h en alguns casos, amb l'afegitó dels pedals de bicicleta capaços de propulsar el vehicle exigits per la llei. Aquests models van ser produïts pels fabricants japonesos Honda, Yamaha i Suzuki, i europeus com ara Puch, Fantic, Gilera, Gitane i Garelli a partir de 1972. Un dels models més famosos va ser el Yamaha FS1-E. Hi havia ciclomotors esportius de carretera, enduro i motocròs, cafe racers i choppers o escúters, i aquesta oferta va provocar un auge de l'interès pel motociclisme semblant al que hi hagué a començaments de l'etapa rocker de la dècada del 1960. El govern va contraatacar introduint una legislació encara més restrictiva el 1977 que limitava els ciclomotors a un pes de 25 kg i una velocitat màxima de 48 km/h. Aquesta jugada va contribuir a la desaparició del mercat de la motocicleta al Regne Unit. A l'Europa continental, aquestes restriccions no existien i aquesta mena de vehicles podien ser conduïts per adolescents de 14 anys.

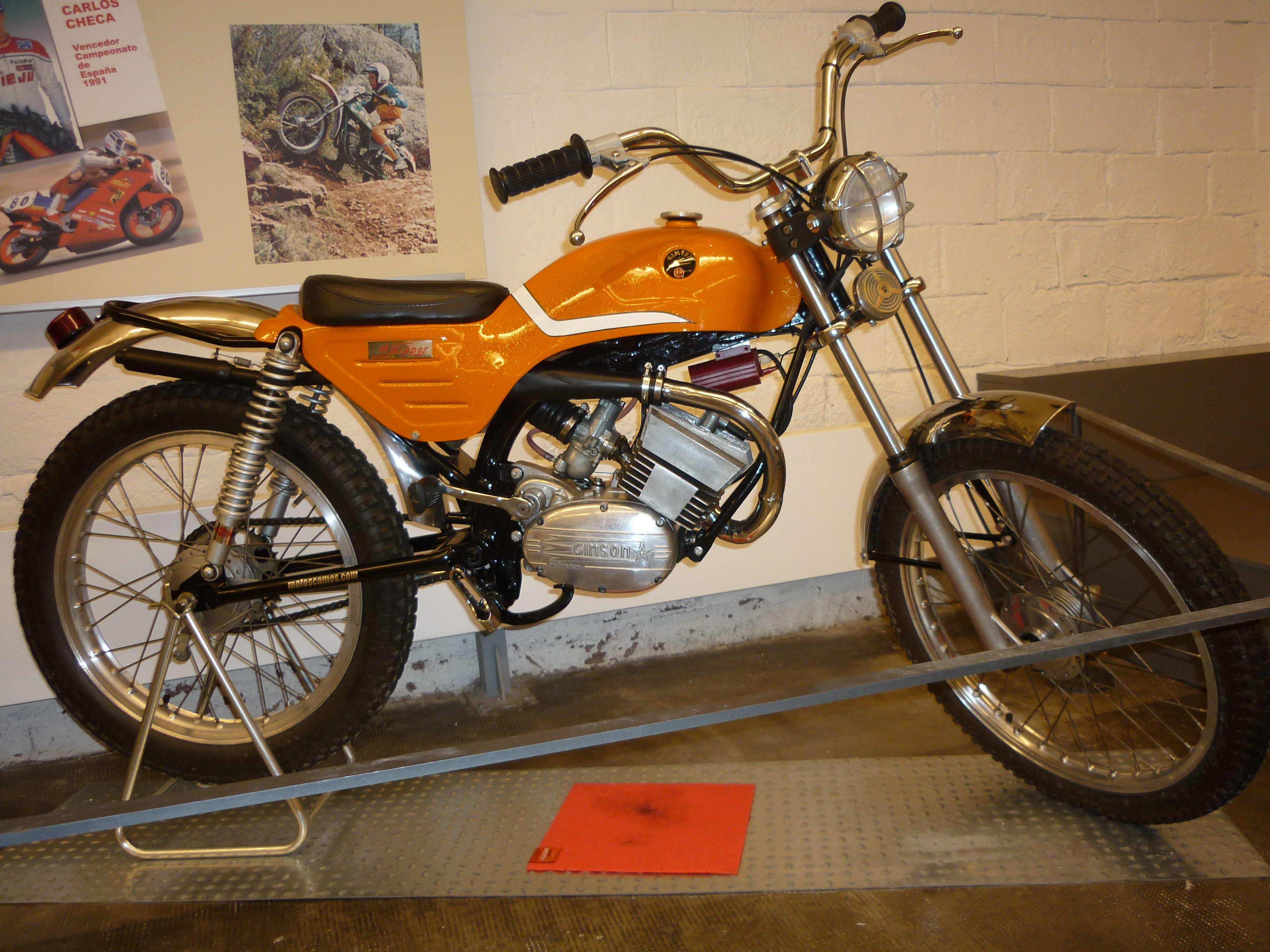
Un Gimson Skipper de trial de 1976

Pel que fa als Països Catalans, també durant la dècada del 1970 hi hagué un fenomen semblant al del Regne Unit, però en aquest cas centrat en el fora d'asfalt. En uns moments en què aquesta modalitat del motociclisme vivia el seu moment dolç, amb nombrosos fabricants catalans que produïen motocicletes altament competitives de trial, motocròs i enduro, molts d'ells en van produir també models destinats als més joves. Montesa va llançar ciclomotors de muntanya que esdevingueren èxits de vendes, especialment la Cota 49 de trial i la més polivalent Montesa Fura. Tot i dur petits motors de 49 cc, aquests models estaven tan enfocats a la pràctica esportiva que no duien pedals de bicicleta, per la qual cosa no es podien conduir legalment per la via pública amb la llicència de ciclomotor. Gimson va produir també un ciclomotor de trial, el Skipper, aquest sí que amb els pedals reglamentaris. Un altre fabricant català que va produir diversos ciclomotors de fora d'asfalt, quasi tots enfocats al motocròs o l'enduro, va ser Derbi, amb models com ara les Derbi Cross i Derbi Diablo, mentre que Ducson produí models semblants, com ara els S20 i S21 Todo Terreno. A la mateixa època, Puch Avello va desenvolupar a Astúries un altre ciclomotor del tipus enduro que va tenir un gran èxit, la Puch Minicross.

## Els ciclomotors a Europa
Tant dins com fora d'Europa, la normativa legal pot ser molt diferent d'un país a un altre. Tot i així, el concepte ciclomotor designa, en tots els casos, una motocicleta de cilindrada molt reduïda i amb una velocitat màxima moderada, amb condicions per a l'autorització per a conduir-la (sobretot pel que fa al carnet) simplificades respecte a la resta de tipus de vehicles, com ara automòbils o motocicletes.
A Europa, la normativa per a vehicles de dues rodes de menys de 50 cc varia força segons els països. En alguns, el límit de velocitat d'un ciclomotor és de 25 o fins i tot de 20 km/h, mentre que en altres és de 69 km/h o, fins i tot, no hi ha límit. L'edat mínima varia, de 14 a 18 anys segons el país i el tipus de ciclomotor. Per exemple, a Dinamarca només és permès de conduir un ciclomotor que no superi els 45 km/h a partir dels 18 anys i amb permís de conduir (16 anys amb llicència per als ciclomotors que no superin els 30 km/h). Hi ha un intent d'harmonització de la reglamentació en marxa, però encara és a les beceroles.

### Alemanya
El 1952, Alemanya va definir una norma que imposava un diàmetre màxim de la roda de 580 mm, bieles de 125 mm com a mínim i un pes màxim de 33 kg. Com a excepció a la regla, el Lohmann alemany de la dècada del 1950 era un ciclomotor amb motor dièsel de 18 cc.
Els ciclomotors que no superin els 25 km/h es poden conduir a partir dels 15 anys, només amb una formació teòrica i un examen senzill. A partir dels 14 anys, després de la formació pràctica i l'examen, és possible conduir un ciclomotor la velocitat del qual superi els 25 km/h, sempre que no superi els 45 km/h.

### Bèlgica

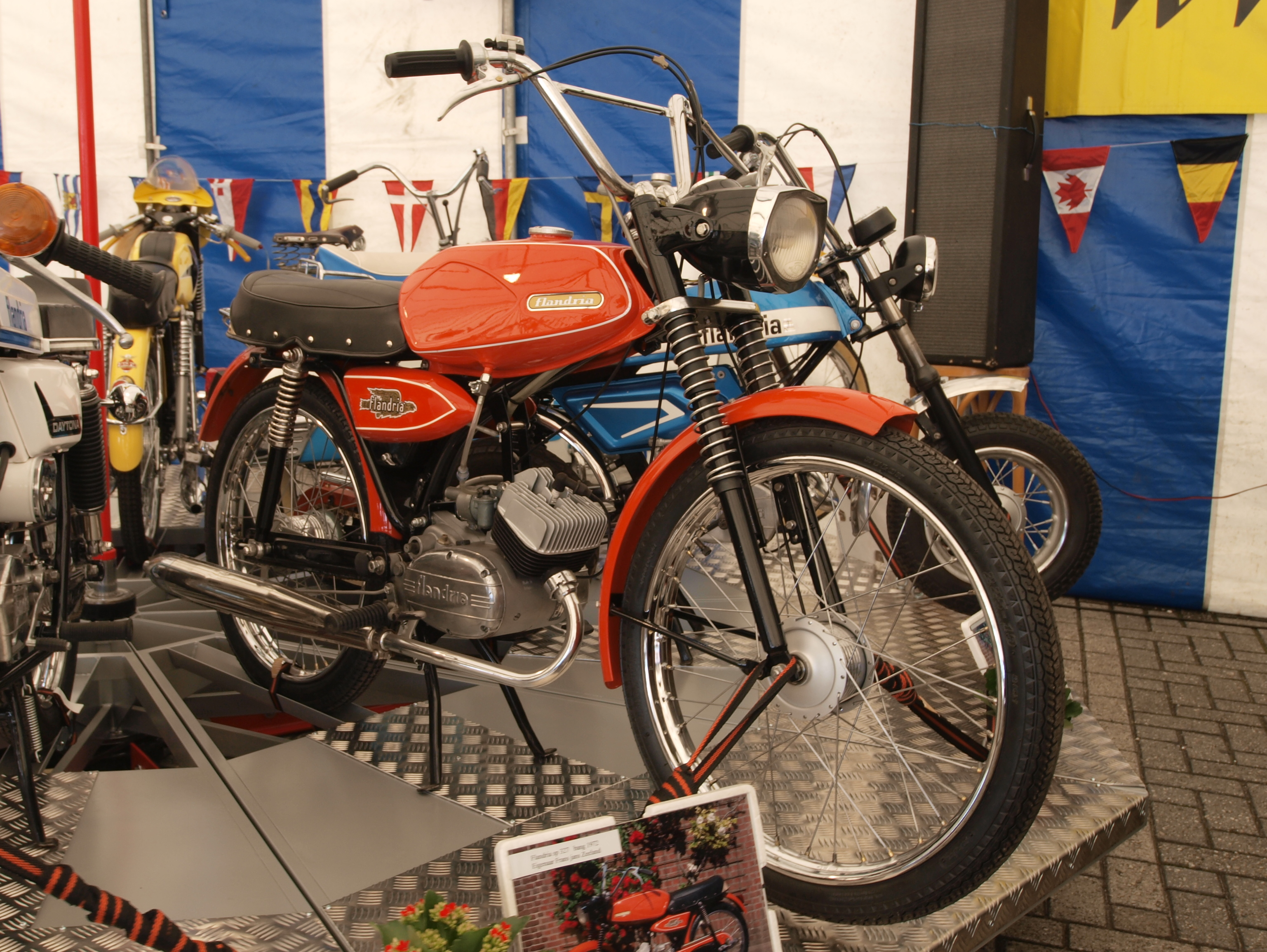
Ciclomotor belga Flandria de 1972

La velocitat màxima no ha de superar els 25 km/h per als ciclomotors de classe A (els quals no requereixen permís de conduir) o els 45 km/h per als de classe B, els quals requereixen permís de conduir (prova teòrica i després pràctica havent fet quatre hores d'aprenentatge obligatori en una autoescola). L'edat mínima per a conduir aquests vehicles és de 16 anys. Es permet portar un passatger a partir dels 18 anys sense haver de passar un permís addicional.
Fins al 2014, la matriculació no era obligatòria per als ciclomotors, però els de classe A havien de dur una placa groga de 8 cm a la part posterior del vehicle. Des d'aquell any, però, els ciclomotors nous s'han de matricular.

### Espanya

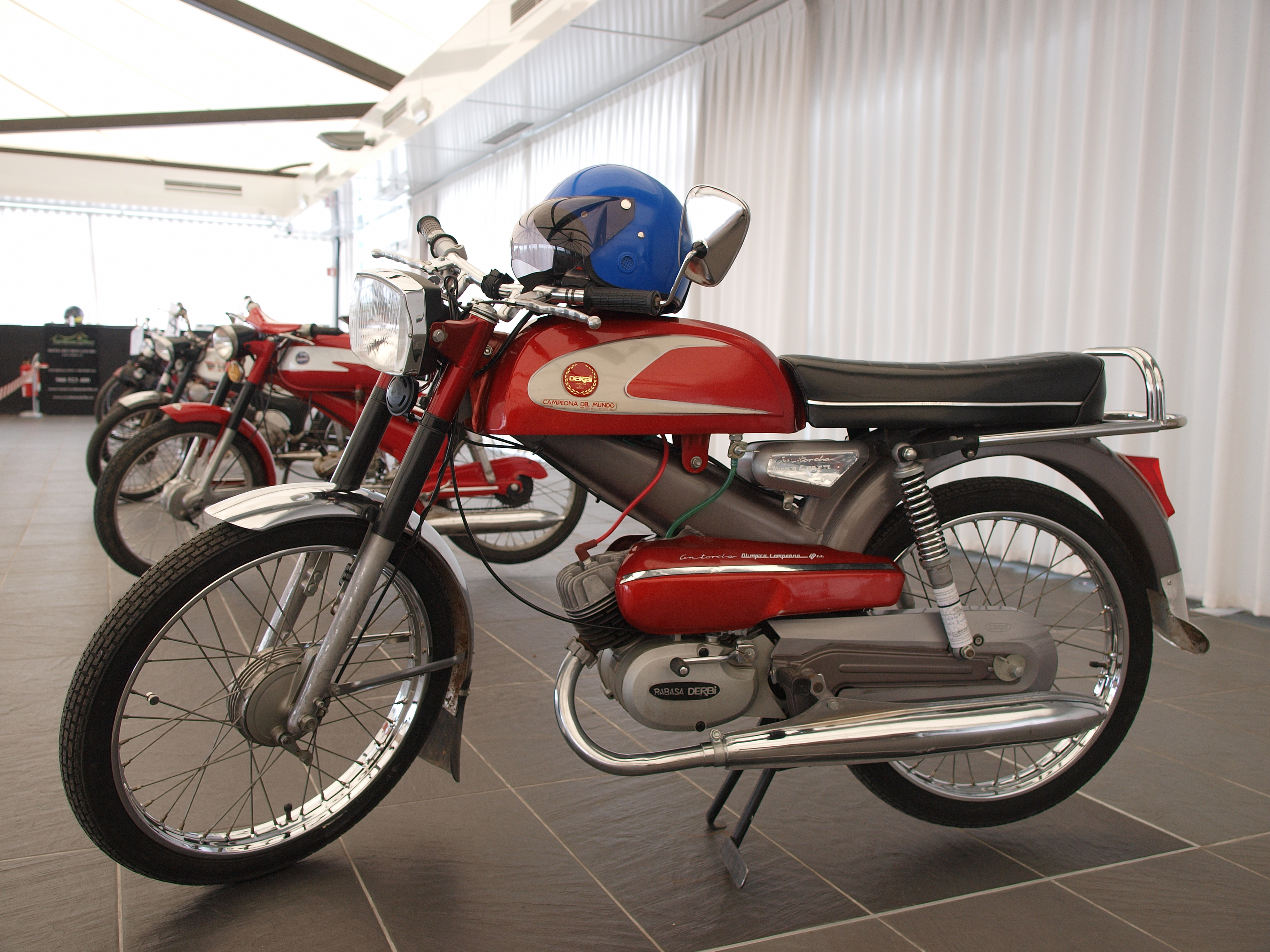
La Derbi Antorcha va ser molt popular a Espanya durant dècades

A l'estat espanyol, legalment un ciclomotor és un vehicle motoritzat de dues o tres rodes amb una cilindrada de fins a 50 cc que no pot superar els 45 km/h. Es poden conduir a partir dels 15 anys amb el permís de conduir AM. El conductor no pot transportar passatgers al seient del darrere fins als 18 anys.
El ciclomotor ha de tenir totes les peces d'origen (si són de més potència, han de tenir una garantia del taller o encarregat adequat). A Espanya, l'entrada en vigor de la ITV per als ciclomotors va començar el 2007. Aquests vehicles han de passar la inspecció tècnica depenent de la seva antiguitat: la primera ITV que passaran serà després de tres anys si es tracta d'un ciclomotor de dues rodes, i als quatre si es tracta d'un de tres o quatre. Després de passar aquesta primera ITV, les següents seran cada dos anys, tret que a la revisió es consideri que cal que la passi anualment. En cas que un ciclomotor no passés la ITV (declaració desfavorable), se li donaria un termini màxim de 2 mesos al propietari perquè arrangés els problemes trobats al vehicle. Es podria arribar al punt d'immobilitzar el vehicle en cas que la ITV fos declarada negativa pel perill que podria representar la circulació del vehicle per una via pública.

### França
Des del 1943, un ciclomotor és un vehicle de dues o tres rodes equipat amb un motor de cilindrada estrictament inferior a 50 cc -per a motors de combustió interna- i, des de 1963, una velocitat màxima de 50 km/h (45 km/h a partir de 1976). Per a altres tipus de motors (elèctrics, per exemple), la potència màxima no ha de superar els 4 kW. La categoria dels ciclomotors, juntament amb la dels velomotors (actualment, «motocicletes lleugeres») va substituir la de «bicicletes amb motor auxiliar» (BMA).

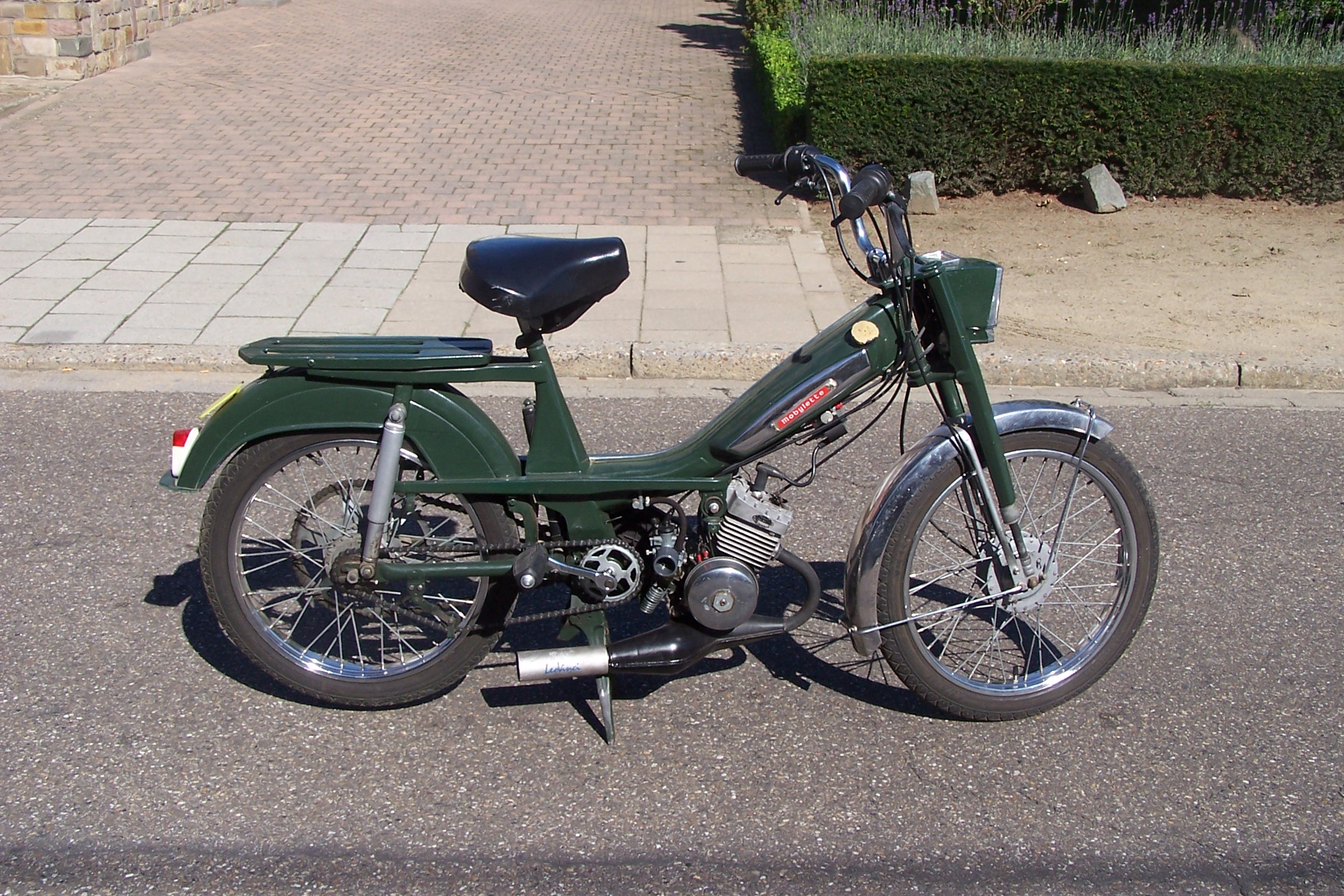
Una Mobylette de 1971

En el llenguatge quotidià, els usuaris i fins i tot els professionals tendeixen a reduir el terme cyclomoteur (o cyclo) només a vehicles amb forma de Mobylette, mentre que legalment aquest terme designa qualsevol vehicle de dues o tres rodes de 50 cc que no superi els 45 km/h, sigui quina sigui la seva forma ("mobylette", moto tradicional o escúter).
L'obligatorietat dels pedals va desaparèixer el juliol de 1983. Tanmateix, els ciclomotors equipats amb pedals originals els han de conservar teòricament, sobretot si només es poden posar en marxa empenyent o pedalant (és a dir, si no estan equipats ni amb arrencador elèctric ni amb pedal d'engegada), o quan calen els pedals per ajudar el motor en determinats casos, en particular a les pujades, en ciclomotors de poca potència (per exemple, els Solex o Cady). A la pràctica, però, es tolera la substitució dels pedals per reposapeus.
Després d'haver estat prohibida el 1981, la transmissió per caixa de canvis es va permetre novament el 1996. La matriculació és obligatòria per a tots els vehicles, nous i antics, des de l'u de gener del 2011.
Es permet el transport d'un passatger menor de 14 anys si hi ha selló amb corretja per a agafar-s'hi i reposapeus. El transport d'un passatger de més de 14 anys només és possible si la targeta grisa indica dos seients. El transport de nens menors de 5 anys està autoritzat si hi ha instal·lat un seient especial amb un dispositiu de retenció, així com si no hi ha risc que s'enganxi les mans o peus a les parts mòbils.
Els ciclomotors no poden circular per autopistes, vies expresses i la majoria d'autovies, ni pels carrils bici tret que un senyal de trànsit ho autoritzi.

#### Permisos de conduir
Els requisits legals per a conduir un ciclomotor a França són aquests:
- Des del 19 de gener de 2013, els nascuts després de l'u de gener de 1988 han d'haver cursat la formació de seguretat viària BSR o haver obtingut el permís de conduir AM a partir d'aquesta data, o bé tenir el carnet de conduir A o B. Cal tenir present que un adult nascut després d'aquesta data a qui se li ha retirat el permís de conduir ha de demanar a la prefectura que li expedeixi el permís AM.[23]
- No cal cap llicència ni formació per als nascuts abans de l'u de gener de 1988.

Conduir un ciclomotor continua estant autoritzat per aquells a qui se'ls hi ha suspès o retirat el permís de conduir. Hi ha, però, una excepció: el jutge pot estendre la prohibició de conduir a tots els vehicles terrestres motoritzats, inclosos els que no requereixen permís, després de la suspensió judicial o la nul·litat del permís de conduir. Malgrat tot, aquest tipus de sancions només es dicta en casos molt greus com ara homicidi involuntari, reincidència en la conducció sota els efectes de l'alcohol o substàncies estupefaents, conducció sense carnet o excés de velocitat.

#### Ciclomotors per a adults
A França hi ha darrerament una nova clientela per als ciclomotors, uns vehicles fins ara reservats als adolescents: els adults "sense carnet". Hi ha dos motius principals per a aquest fenomen:
- Les creixents suspensions, invalidacions i cancel·lacions de permisos de conduir a França.
- El cost, esdevingut molt elevat (1.200 a 1.500 € o fins i tot més) del permís de conduir, l'ampliació dels terminis per a presentar-se a l'examen (6 mesos per a la primera presentació, molt més per a la segona en cas d'haver suspès) i la dificultat d'obtenir el permís. Tot això fa que alguns futurs conductors renunciïn a passar l'examen.

Aquests motius fan que cada cop siguin més els adults "sense carnet" que recorren a aquests vehicles per a mantenir una certa autonomia, de manera que els fabricants estan desenvolupant ciclomotors adaptats per a ells: sovint del tipus escúter, sense res a envejar als de superior cilindrada (estètica tipus GT, equipament complet, motors de 4 temps més sobris), però també més cars que un ciclomotor "per a adolescents". Els principals desavantatges del ciclomotor per a adults són, d'una banda, la seva baixa velocitat màxima (45 km/h), prou per a la ciutat però inadequada i fins i tot perillosa fora de zones urbanitzades on altres usuaris, camions inclosos, poden conduir al doble de velocitat (és també per aquest motiu que aquests ciclomotors estan prohibits a les autopistes i vies expresses); de l'altra, l'elevat cost de l'assegurança: la quota anual és sovint superior a la d'una motocicleta lleugera. Aquests preus elevats es deuen principalment a la clientela tradicional d'aquests vehicles, adolescents de 14 a 18 anys, víctimes de molts accidents mortals. A un adult al qual li acaben de retirar el carnet de conduir li costa assegurar un ciclomotor, tot i que existeix una assegurança especialitzada.

#### Ciclomotors antics

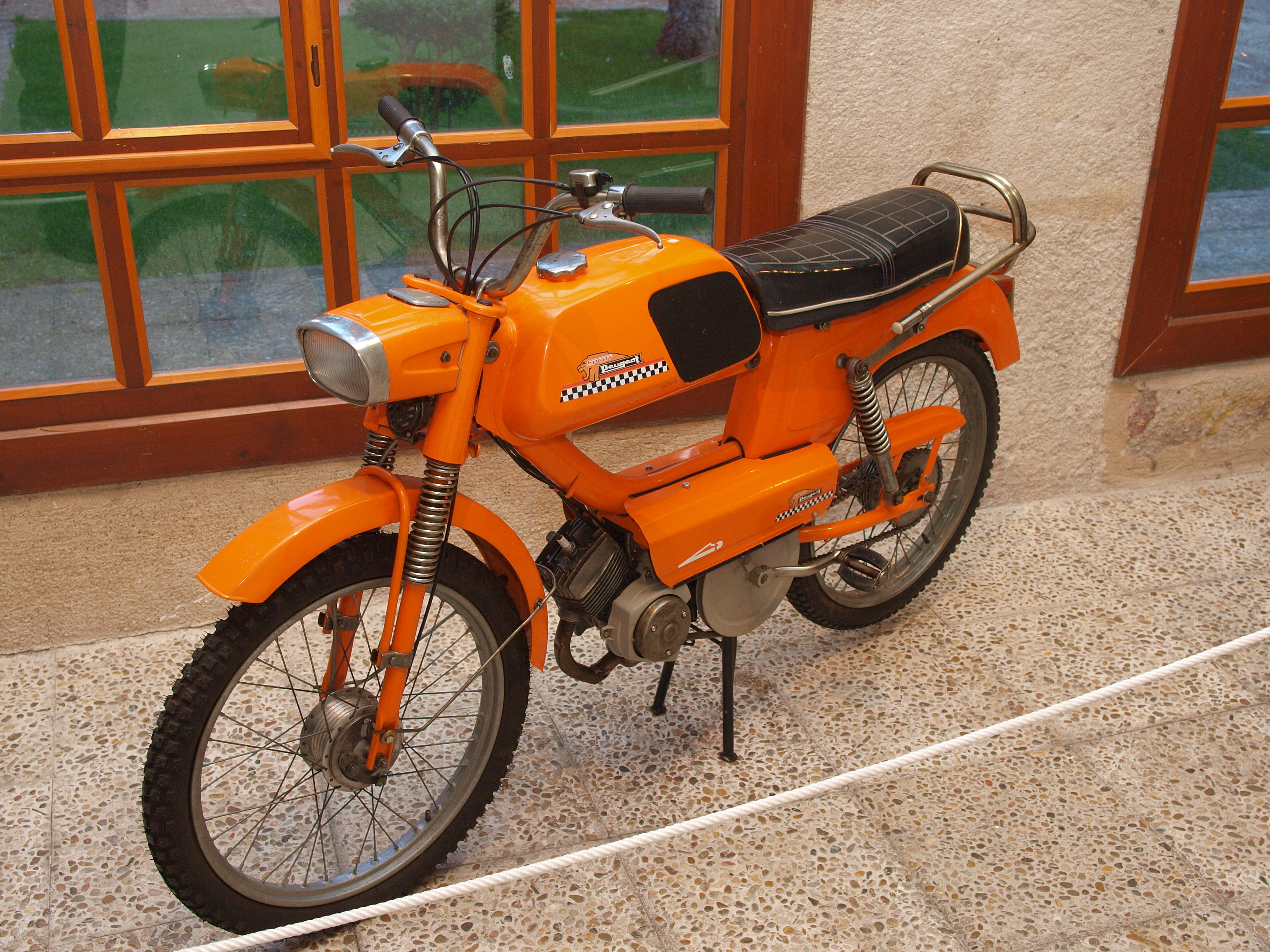
Un ciclomotor Peugeot de 1965

La matriculació d'un ciclomotor, sigui quina sigui la seva edat, és obligatòria per a poder circular per la via pública. Tanmateix, matricular un ciclomotor antic (sobretot si es tracta d'un de pertanyent a la família) pot convertir-se en un autèntic maldecap a causa de l'absència dels documents acreditatius requerits (els propietaris poques vegades tenen la factura o el certificat de transferència, així com el certificat de conformitat d'un ciclomotor comprat fa més de vint anys). La sol·licitud de matriculació i el certificat corresponent es duu a terme a la prefectura amb la presentació de la documentació següent:
- El formulari cerfa núm. 13750*03 de sol·licitud de matriculació degudament omplert. En el cas dels menors d'edat, la sol·licitud ha d'anar signada per un dels pares o pel tutor legal (presentació de la sentència del jutge de tutela)
- Un justificant d'identitat vàlid (document nacional d'identitat, passaport, permís de conduir, etc.)
- Un justificant de domicili (rebut de lloguer, gas, llum, aigua o telèfon de menys de sis mesos, etc.)
- Una factura o el formulari cerfa núm. 13754*02 de declaració de transferència degudament complimentat per l'anterior i el nou propietari
- Un certificat de conformitat o, cas de no tenir-lo, el duplicat del certificat de conformitat emès pel fabricant o el seu representant a França o la factura del vehicle o el certificat emès per la companyia asseguradora (sempre que aquests dos darrers documents incloguin almenys el tipus, la marca i el número d'identificació del vehicle)
- També es pot sol·licitar una declaració jurada que acrediti la propietat del ciclomotor

El principal problema és obtenir el certificat de conformitat perquè sovint el fabricant del ciclomotor ja no existeix, i si bé encara existeixi, els seus arxius ja no estan disponibles. Igual que les factures o certificats de transferència dels ciclomotors que tenen els propietaris des de fa temps.

### Itàlia

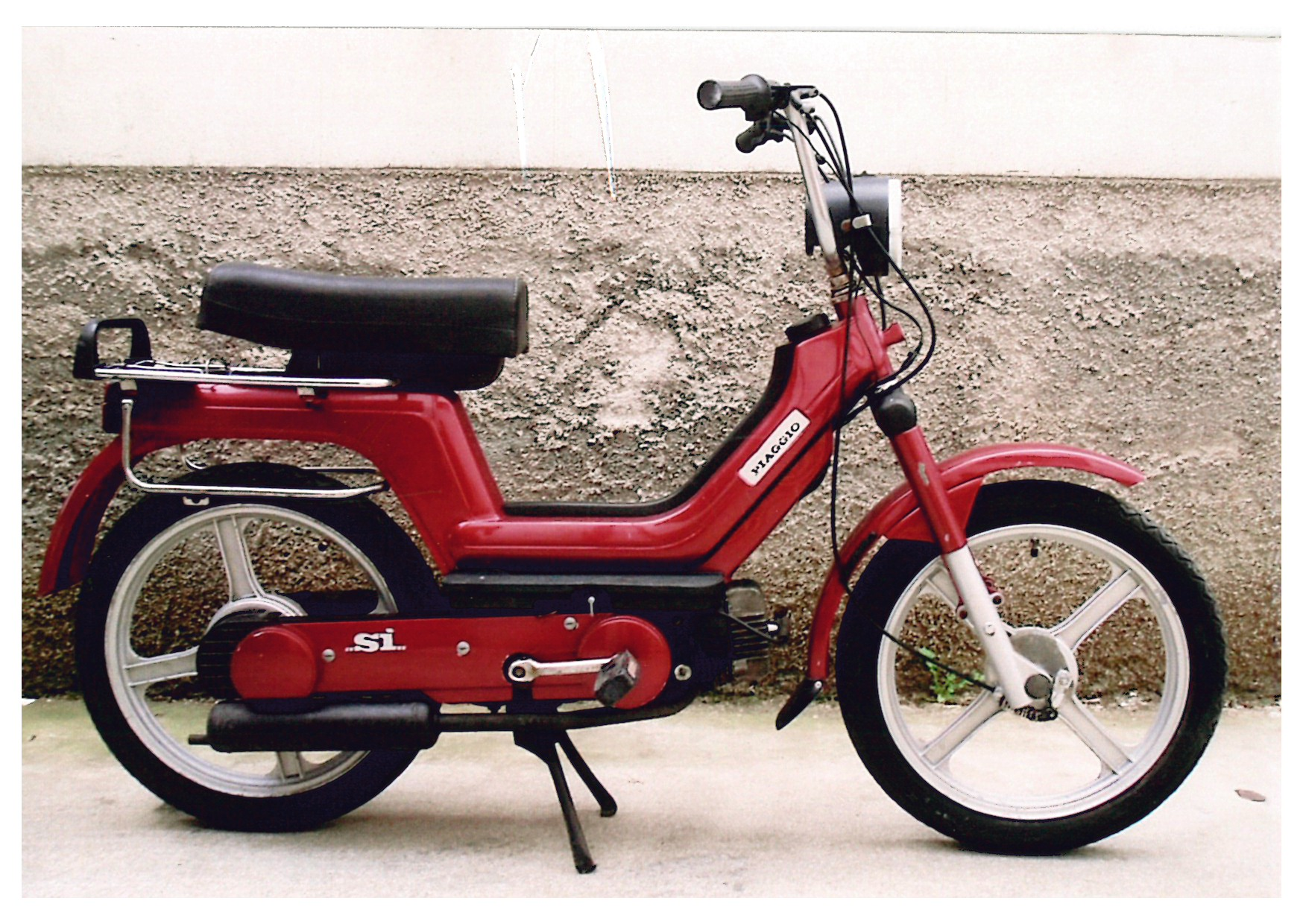
Piaggio Si de 1987

Per conduir un ciclomotor cal tenir el carnet AM, que es pot obtenir als 14 anys. Els propietaris de carnet de cotxe o motocicleta els poden conduir lliurement. Són obligatòries la matriculació (amb placa), l'assegurança i l'ús de casc. La llei dicta que tots els ciclomotors estiguin restringits a 45 km/h, però això s'ignora en gran manera i és comú que els concessionaris en venguin sense restriccions si el client ho demana, tot i que això no és tolerat per les autoritats. La nova llei augmenta les sancions per a aquesta mena d'infraccions fins a 1.338,59 euros. Els ciclomotors no estan permesos a les carreteres. Des del 2006, els conductors majors de 18 anys poden transportar un passatger si el ciclomotors disposa de doble seient i està matriculat. Els ciclomotors matriculats abans d'aquesta data que compleixin els requisits tècnics i legals es poden tornar a matricular i llavors poden transportar un passatger.

### Suècia

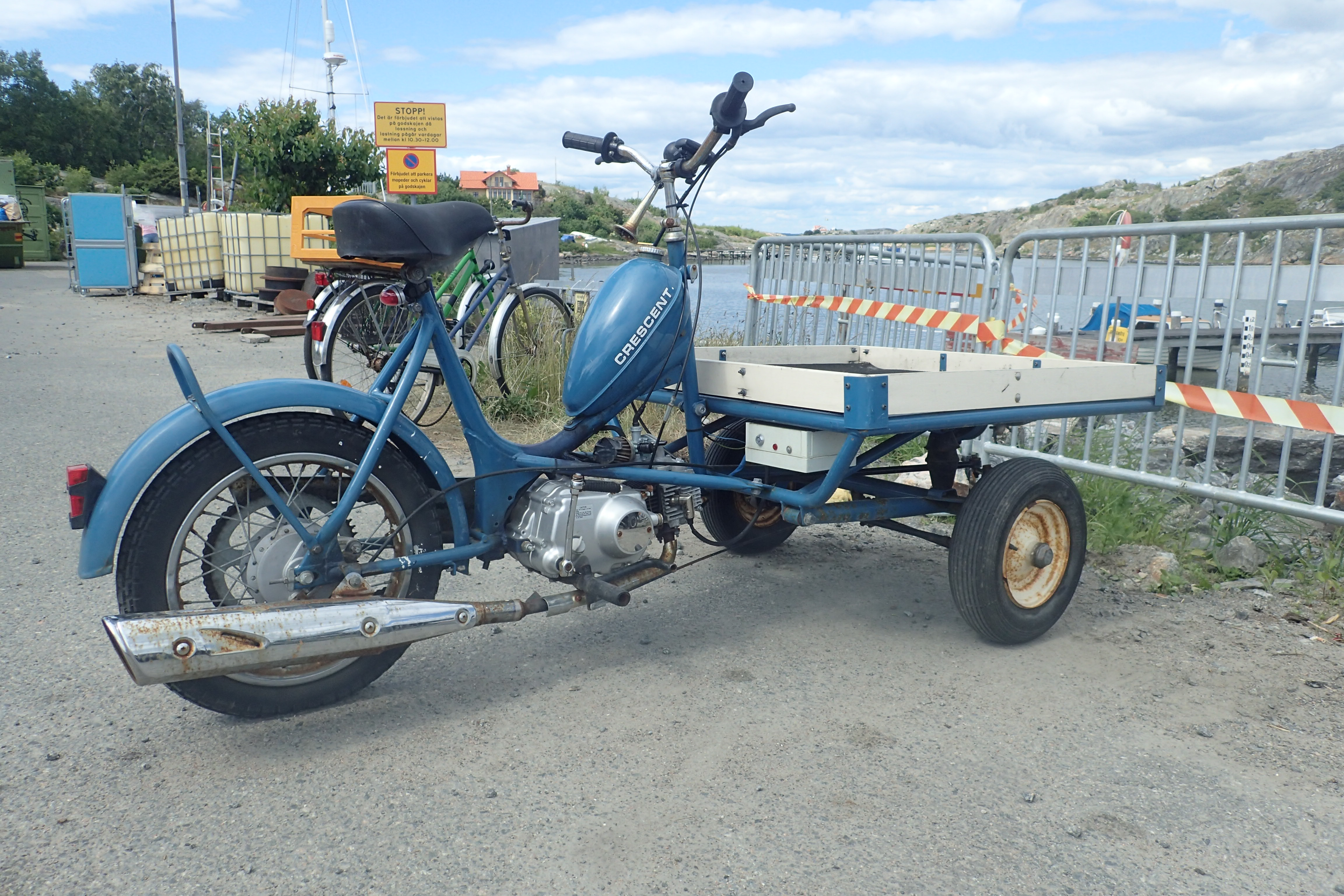
Ciclomotor de tres rodes

Els ciclomotors estan disponibles en dues classes. Els de Classe 1, coneguts també com a ciclomotors de la UE, ja que es van introduir per complir amb les normes de la Unió Europea, estan dissenyats per a una velocitat màxima de 45 km/h i duen un motor de 50 cc o, si és elèctric, d'una potència màxima de 4,0 kW. Per a conduir un ciclomotor de Classe 1 cal tenir carnet de conduir tipus A (motocicleta) o B (automòbil), o bé una llicència de ciclomotor de classe 1 (tipus AM, amb edat mínima de 15 anys). Pel que fa al trànsit, els ciclomotors de Classe 1 es consideren motocicletes però no es poden conduir per autopistes ni autovies i han d'estar matriculats. Tot i així, estan lliures d'impostos.
Els ciclomotors de Classe 2 estan dissenyats per a una velocitat màxima de 25 km/h i tenen un motor amb un màxim d'1 kW. No cal carnet, però el conductor ha de tenir almenys 15 anys, haver superat una prova teòrica i portar casc. Pel que fa al trànsit es consideren bicicletes i se'ls permet circular pels mateixos llocs llevat que hi hagi senyals que ho prohibeixin explícitament. Els ciclomotors matriculats abans del 17 de juny de 2003 s'anomenen ciclomotors de llegat i estan subjectes a les mateixes normes que els de Classe 2, tot i que poden tenir una velocitat màxima de 30 km/h.

### Suïssa
El ciclomotor tradicional amb o sense variador de velocitat s'anomena col·loquialment Boguet a la part francesa i Töffli a l'alemanya. L'edat mínima és de 14 anys i cal una formació teòrica amb examen per a obtenir el carnet de categoria M, que faculta per a conduir un ciclomotor que no superi els 45 km/h. El carnet de categoria M també és obligatori per a conduir bicicletes elèctriques limitades a 25 km/h dels 14 als 16 anys i bicicletes elèctriques limitades a 45 km/h a qualsevol edat. És prohibit de portar passatger i cal mantenir els pedals.
A partir dels 16 anys, amb carnet, es poden conduir ciclomotors no limitats a la velocitat màxima (en aquest cas, només s'aplica el límit de velocitat imposat pel codi de circulació), però amb potència limitada. La legislació suïssa anomena llavors aquests vehicles motocicletes i, per a conduir-les, cal el permís A1 (per a motocicletes amb una potència màxima de 35 kW) i que el vehicle tingui una potència/pes màxima de 0,20 kW/kg.

### Resum per país
La taula següent presenta la normativa en alguns països europeus, especialment pel que fa a l'edat, la llicència i la velocitat màxima:
| País          | Edat | Formació obligatòria              | Velocitat màxima (km/h) |
| ------------- | ---- | --------------------------------- | ----------------------- |
| Alemanya      | 15   | Examen teòric                     | 25                      |
| Alemanya      | 16   | Examen teòric i pràctic           | 45                      |
| Àustria       | 15   | Examen teòric + formació pràctica | 45                      |
| Bèlgica       | 16   | Cap                               | 25                      |
| Bèlgica       | 16   | Examen teòric i pràctic           | 45                      |
| Dinamarca     | 16   | Examen teòric i pràctic           | 30                      |
| Dinamarca     | 18   | Examen teòric i pràctic           | 45                      |
| Espanya       | 14   | Examen teòric                     | 45                      |
| Finlàndia     | 15   | Cap                               | 45                      |
| França        | 14   | Examen teòric + formació pràctica | 45                      |
| Gran Bretanya | 16   | Examen teòric i pràctic           | 45                      |
| Grècia        | 16   | Examen teòric i pràctic           | 45                      |
| Irlanda       | 16   | Examen teòric i pràctic           | 45                      |
| Islàndia      | 15   | Examen teòric i pràctic           | 45                      |
| Itàlia        | 14   | Examen teòric i pràctic           | 45                      |
| Luxemburg     | 16   | Examen teòric                     | 45                      |
| Noruega       | 16   | Examen teòric i pràctic           | 45                      |
| Països Baixos | 16   | Examen teòric i pràctic           | 45                      |
| Portugal      | 15   | Examen teòric i pràctic           | 45                      |
| Suècia        | 15   | Cap                               | 25                      |
| Suècia        | 15   | Examen teòric                     | 45                      |
| Suïssa        | 14   | Examen teòric                     | 30 45                   |

Notes
1. ↑  Per als nascuts abans del 1988, no hi ha cap examen ni formació obligatòria
2. ↑  Vehicles amb motor de combustió
3. ↑  Bicicletes elèctriques de 45 km/h